# Петькины трюки
«Петькины трюки» — советский мультфильм 1980 года, является продолжением мультфильма «Приключения Чипа»(1979), оба созданы по мотивам повести Льва Давыдычева — «Лёлишна из третьего подъезда».

## Сюжет
История о том, как толстый и ленивый мальчик Петя из-за обмана вредной девочки Сусанны убежал из дома в цирк, а добрая девочка Лёлишна помогла родителям его найти.

## Съёмочная группа
| режиссёр             | Леонид Кощенников |
| сценарист            | И. Христолюбова |
| оператор             | Станислав Ольшевский                                                                                                  |
| композитор           | Сергей Баневич |
| звукооператор        | А. Тиунов |
| автор текста песен   | А.Домнин |
| художник-постановщик | Г. Арутюнов |
| художники            | С. Коршунова, В. Кудряшова, Л. Ольшевская, М. Федорущенко, В. Виноградов                                              |
| мультипликаторы      | В. Шуленин, С. Ольшевский                                                                                             |
| ассистент оператора  | Е. Новиков |
| монтажёр             | Н. Паластрова |
| редактор             | И. Бурдина |
| директор             | С. Андреева |
| роли озвучивали      | Гликерия Богданова-Чеснокова, Елена Стурова, Пелагея Семенова, Таисия Хазунова, Никита Никифорова, Владимир Мартьянов |